# 샤를 7세 대관식에 참석한 잔 다르크
《샤를 7세 대관식에 참석한 잔 다르크》(프랑스어: Jeanne d'Arc au sacre du roi Charles VII)는 프랑스의 신고전주의 화가 장오귀스트도미니크 앵그르가 1854년에 그린 그림이다. 현재 파리의 루브르 박물관에 소장되어 있다.
이 작품은 앵그르의 스승인 자크루이 다비드의 스타일과 트루바두르 스타일을 합친 작품이다. 이 작품은 주변의 빛, 화려한 물체 및 풍부한 색상을 특징으로 한다.

## 역사
1851년, 주정부 미술국장인 M. de Guisard는 앵그르에게 20,000프랑을 주며 그림을 의뢰했다. 앵그르는 대신 이미 진행 중이던 두 작품인 《잔 다르크》와 《성모 마리아》를 완성한 후 의뢰를 받겠다고 제안했다. 두 작품 모두 그가 이전 작품에서 묘사했던 주제였다. 그는 E. Mannechet가 1840년대에 《프랑스 플루타르코스, 프랑스의 유명한 남녀의 삶》(La Plutarque français, Vies des hommes et femmes illustres de la France)에서 출판한 폴렛 판화의 모델로 잔 다르크를 그렸다. 그림에는 갑옷을 입고 제단에 손을 얹은 채 후에 그린 그림과 비슷한 포즈를 취하고 있는 그녀의 모습이 그려져 있지만, 주변 배경 인물은 묘사되어 있지 않다.
앵그르는 이 그림을 위해 누드 모델을 고용하여 새로운 도면을 준비했다. 그 후 옷과 갑옷을 추가하여 그렸다. 마지막 작품은 잔 다르크가 랭스 대성당에서 샤를 7세의 대관식에 참석하여 승리감에 차 하늘을 바라보는 모습을 보여준다. 그녀는 하늘이 프랑스에 승리를 안겨주었다고 느꼈다. 그녀의 우측으로는 세 명의 시종과 수도사 장 파케렐(Jean Pasquerel), 그리고 하인이 있다. 특히, 하인은 앵그르 자신의 모습으로 그려 넣었다.
이 작품은 1855년 만국 박람회에 출품되었으며 베르사유 궁전, 뤽상부르 궁전, 입법부 청사 갤러리에 차례대로 전시되었다.